# Vervoersmaatschappij
Een vervoersmaatschappij (ook wel vervoerder genoemd) is een openbare maatschappij die vervoer aanbiedt dat door iedereen gebruikt kan worden.
Binnen het openbaar vervoer is het gebruikelijk dat een vervoersmaatschappij gesubsidieerd wordt door een overheid. Door Europese wetgeving zijn vele vervoersmaatschappijen die voorheen in handen waren van de overheid verzelfstandigd of geprivatiseerd.

## Belgische vervoersmaatschappijen
- De Lijn
- MIVB
- NMBS
- TEC
- Veolia Transport (onderaannemer De Lijn en TEC).
- Keolis Vlaanderen (onderaannemer de Lijn)
- Eurobus Holding (onderaannemer TEC)

## Nederlandse vervoersmaatschappijen
- Arriva
- Connexxion (inclusief haar dochterondernemingen Hermes (deels uitgevoerd met de merknaam Breng) en OV Regio IJsselmond)
- EBS (OV)
- GVB
- Qbuzz
- HTM
- NS (inclusief haar dochteronderneming NS International)
- RET
- Keolis (inclusief haar dochterondernemingen Syntus Gelderland, Syntus Overijssel, Syntus Twente, Syntus Utrecht en allGo)
- Taxi Centrale Renesse (inclusief haar dochteronderneming TCR Vlieland)